# Isabelle de Castille (1283-1328)
Pour les articles homonymes, voir Isabelle de Castille.
Isabelle de Castille, née en 1283 à Toro (Royaume de Castille) et décédée le 24 juillet 1328, fille de Sanche IV, roi de Castille et de Léon et de María de Molina, fut reine d'Aragon de 1291 à 1295 par son mariage avec Jacques II et duchesse de Bretagne de 1312 à sa mort par son mariage avec Jean III en 1310.

## Biographie

### Famille
Isabelle est la fille aînée de Sanche IV de Castille et de son épouse Marie de Molina. Ses grands-parents paternels sont Alphonse X le Sage, roi de Castille et León de 1252 à 1284 et roi des Romains de 1257 à 1273, et Yolande d'Aragon. Ses grands-parents maternels sont Alphonse de Molina, infante de León et Castille et Mayor Alfonso de Meneses

### Mariages
Le 1er décembre 1291, alors qu'elle n'a que 8 ans, Isabelle épouse en premières noces Jacques II, roi d'Aragon, son aîné de 16 ans. Ce mariage, qui n'a jamais été consommé, a été dissous et annulé après la mort de Sancho IV en 1295. Jacques II, souhaitant changer d'alliances pour profiter des troubles qui sévissaient au sein du royaume de Castille, épouse Blanche d'Anjou, fille de Charles II de Naples et de Marie de Hongrie
En 1310, Isabelle épouse à Burgos en secondes noces Jean, fils d'Arthur II, duc de Bretagne. En 1312, à la mort de son père, Jean devient duc de Bretagne sous le nom de Jean III et Isabelle devient ainsi duchesse de Bretagne.
En épousant Isabelle, Jean III lui avait donné « à cause de noces » la Vicomté de Limoges. Son frère Guy refuse de ratifier la donation et après plusieurs années de mariage, Isabelle étant sans enfant, le duc Jean III investit finalement son frère en mars 1314 de la vicomté litigieuse. Isabelle proteste de son bon droit auprès du Pape, qui, par une bulle du 1er septembre 1314, invite le duc à restituer à la duchesse le domaine dont elle a été dépouillée. Elle récupère la vicomté et Guy reçoit en compensation le comté de Penthièvre, qui, réuni aux domaines de son épouse Jeanne d'Avaugour en Goëlo, constitue une importante puissance politique dans le nord de la Bretagne.
En 1328, la duchesse Isabelle meurt sans descendance.

## Sépulture
À la mort de la duchesse, son corps est déposé dans l'église de l'abbaye Notre-Dame de Prières près de Billiers (actuel département du Morbihan). En 1715, l'église primitive est détruite ainsi que le tombeau qui recueillait sa sépulture et celle de Jeanne Holland, seconde épouse de Jean IV. En 1726, les ossements d'Isabelle et ceux de Jean Ier, inhumé en 1286 dans l'abbaye qu'il avait fondée, sont placés dans un cercueil de pierre et déposés dans la nouvelle église. Après la révolution de 1789 et le départ des derniers moines, l'abbaye tombe en ruines. En 1841, les restes du sarcophage contenant les ossements de la duchesse et du duc sont retrouvés dans les décombres de l'abbatiale. L'année suivante, le nouvel acquéreur de la propriété fait transférer les ossements dans une chapelle construite avec des éléments provenant de l'ancienne abbatiale.

### Sources et bibliographie
- (en) Cet article est partiellement ou en totalité issu de l’article de Wikipédia en anglais intitulé « Isabella of Castile, Queen of Aragon » (voir la liste des auteurs).
- Marjolaine Lémeillat, « Deux titulaires pour une vicomté ? Les démêlés d’Isabelle d’Espagne, duchesse de Bretagne, vicomtesse de Limoges, avec Guy de Bretagne, vicomte de Limoges », Annales de Bretagne et des pays de l’Ouest, vol. 126, no 2 « La vicomté de Limoges sous les ducs de Bretagne, XIIIe – XVe siècle »,‎ 2019, p. 85-105 (DOI 10.4000/abpo.4507).
- (ca) Jaume Sobrequés i Callicó et Mercè Morales i Montoya, Contes, reis, comtesses i reines de Catalunya, Barcelone, Editorial Base, coll. « Base Històrica » (no 75), avril 2011, 272 p. (ISBN 978-84-15267-24-9), p. 116-117